# Přezletice
Přezletice é uma comuna checa localizada na região da Boêmia Central, distrito de Praha-východ Sua população em 1 de janeiro de 2021 era de 1 948 habitantes.